# 西山一宇
西山 一宇（にしやま かずたか、1970年8月28日 - ）は、高知県高知市出身の元プロ野球選手（投手）。右投右打。
バルセロナオリンピック野球の銅メダリスト。

## 来歴・人物
高知高時代から豪速球ピッチャーとして知られていた。1988年夏の甲子園県予選決勝に進出、高知商業高のエース岡幸俊と投げ合うが完敗、甲子園には出場できなかった。1988年のプロ野球ドラフト会議で、高校の大先輩の有藤道世監督率いるロッテオリオンズから5位で指名を受けるも「体力的にプロでやっていく自信がない。」と入団拒否。
高校卒業後は、社会人野球のNTT四国に入社し、同期の山部太と投の二枚看板として活躍。1989年には高卒新人でありながら都市対抗野球で四国銀行の補強選手に選ばれるも1回戦敗退で登板機会なし。1990年からは3年連続で自チームで都市対抗野球に出場。1991年の同大会1回戦で河合楽器から初勝利を記録する。同年には第10回インターコンチネンタルカップ日本代表、翌1992年にはバルセロナオリンピック野球日本代表に選出される。
1992年のプロ野球ドラフト会議では、オリンピック日本代表選手でもありドラフト注目選手の一人でもあったが、故障の影響も考慮されたのか2位まではどこからも指名されず、3位指名で読売ジャイアンツに入団した。
プロ入り後は、2年間はプロ入り前からの故障の影響もあり通算2試合の登板に終わるが、3年目1995年のシーズン途中から不調の石毛博史に代わりストッパーとして150km/hオーバーの速球とスライダー・フォークを武器に活躍し、5勝7セーブ、防御率0.55という驚異的な成績を残した。当時の監督の長嶋茂雄に「佐々木主浩以上」と評される。
1996年、開幕からストッパーとして期待されたが、アーム式で球の出所の見やすいフォームで球速の割に空振りが取れないこと（通算での奪三振率は6.55であり、抑えを争った石毛の9.21に比べるとだいぶ低い）などにより、開幕から救援失敗が続き、5月4日の登板をもって二軍落ちが決まった（この時点で9登板、1勝2敗1S、防御率12.71）。一軍昇格後は中継ぎに配置転換。ロングリリーフや敗戦処理等で徐々に調子を取り戻し完投能力は無かったものの、8月には先発ローテーションに起用されるなどして自己最多の6勝を挙げチームのリーグ制覇に貢献した(先発での成績は5試合1勝3敗防御率3.70)。しかし、翌年1997年は年間通して不調に終わる。
1998年、敗戦処理からのスタートしたが安定感抜群のピッチングを見せ、左の河野博文と共に中継ぎの柱となった(登板数、イニング数、奪三振数はキャリアハイ)が、1999年になると前年の活躍が嘘かのように打ち込まれ、この年以降一軍と二軍を短い間隔で行き来するようになる。
2002年には制球難の克服のためにサイドスローに転向するが、一軍出場はほとんどなかった。二軍では最優秀救援投手（セーブポイント14）を獲得した。
一軍登板がなかった2003年限りで現役引退。
引退後は、読売ジャイアンツのスコアラーに転身。2009 ワールド・ベースボール・クラシックにおける日本代表チームのスコアラーにも指名され、日本のWBC2連覇に貢献した。2021年限りで退任。

## 詳細情報

### 年度別投手成績
| 年 度     | 球 団     | 登 板 | 先 発 | 完 投 | 完 封 | 無 四 球 | 勝 利 | 敗 戦 | セ 丨 ブ | ホ 丨 ル ド | 勝 率 | 打 者 | 投 球 回 | 被 安 打 | 被 本 塁 打 | 与 四 球 | 敬 遠 | 与 死 球 | 奪 三 振 | 暴 投 | ボ 丨 ク | 失 点 | 自 責 点 | 防 御 率 | W H I P |
| --------- | --------- | ----- | ----- | ----- | ----- | -------- | ----- | ----- | -------- | ----------- | ----- | ----- | -------- | -------- | ----------- | -------- | ----- | -------- | -------- | ----- | -------- | ----- | -------- | -------- | ------- |
| 1993      | 巨人      | 2     | 0     | 0     | 0     | 0        | 0     | 0     | 0        | --          | ----  | 13    | 3.0      | 3        | 1           | 1        | 0     | 0        | 3        | 0     | 0        | 2     | 2        | 6.00     | 1.33    |
| 1995      | 巨人      | 20    | 0     | 0     | 0     | 0        | 5     | 1     | 7        | --          | .833  | 129   | 33.0     | 19       | 1           | 9        | 3     | 2        | 18       | 1     | 0        | 4     | 2        | 0.55     | 0.85    |
| 1996      | 巨人      | 34    | 5     | 0     | 0     | 0        | 6     | 5     | 1        | --          | .545  | 276   | 61.1     | 62       | 3           | 35       | 1     | 4        | 37       | 1     | 0        | 32    | 30       | 4.40     | 1.58    |
| 1997      | 巨人      | 32    | 2     | 0     | 0     | 0        | 2     | 3     | 0        | --          | .400  | 231   | 52.2     | 58       | 4           | 21       | 0     | 4        | 38       | 4     | 2        | 30    | 29       | 4.96     | 1.50    |
| 1998      | 巨人      | 49    | 2     | 0     | 0     | 0        | 4     | 3     | 4        | --          | .571  | 324   | 80.0     | 75       | 4           | 20       | 2     | 4        | 67       | 1     | 2        | 24    | 22       | 2.48     | 1.19    |
| 1999      | 巨人      | 30    | 2     | 0     | 0     | 0        | 3     | 4     | 0        | --          | .429  | 195   | 43.1     | 55       | 6           | 20       | 0     | 3        | 29       | 2     | 0        | 27    | 27       | 5.61     | 1.73    |
| 2000      | 巨人      | 14    | 5     | 0     | 0     | 0        | 2     | 2     | 0        | --          | .500  | 169   | 37.2     | 46       | 3           | 12       | 0     | 3        | 24       | 3     | 0        | 20    | 18       | 4.30     | 1.54    |
| 2001      | 巨人      | 19    | 0     | 0     | 0     | 0        | 2     | 0     | 0        | --          | 1.000 | 175   | 36.0     | 55       | 4           | 12       | 0     | 1        | 33       | 0     | 0        | 30    | 24       | 6.00     | 1.86    |
| 2002      | 巨人      | 7     | 0     | 0     | 0     | 0        | 0     | 0     | 0        | --          | ----  | 35    | 7.1      | 14       | 0           | 1        | 0     | 0        | 9        | 0     | 1        | 8     | 8        | 9.82     | 2.05    |
| 通算：9年 | 通算：9年 | 207   | 16    | 0     | 0     | 0        | 24    | 18    | 12       | --          | .571  | 1547  | 354.1    | 387      | 26          | 131      | 6     | 21       | 258      | 12    | 5        | 177   | 162      | 4.11     | 1.46    |

### 記録
- 初登板：1993年10月3日、対広島東洋カープ24回戦（東京ドーム）、6回表に2番手で救援登板、2回無失点
- 初奪三振：同上、6回表に川口和久から
- 初セーブ：1995年8月6日、対横浜ベイスターズ20回戦（横浜スタジアム）、9回裏に2番手で救援登板・完了、1回無失点
- 初勝利：1995年8月15日、対広島東洋カープ17回戦（広島市民球場）、7回裏2死に4番手で救援登板・完了、2回1/3を無失点
- 初先発：1996年8月4日、対中日ドラゴンズ16回戦（ナゴヤ球場）、4回2/3を2失点で敗戦投手
- 初先発勝利：1996年8月17日、対ヤクルトスワローズ18回戦（東京ドーム）、8回0/3を2失点

### 背番号
- 47 （1993年 - 1998年）
- 26 （1999年 - 2003年）